# John Conroy

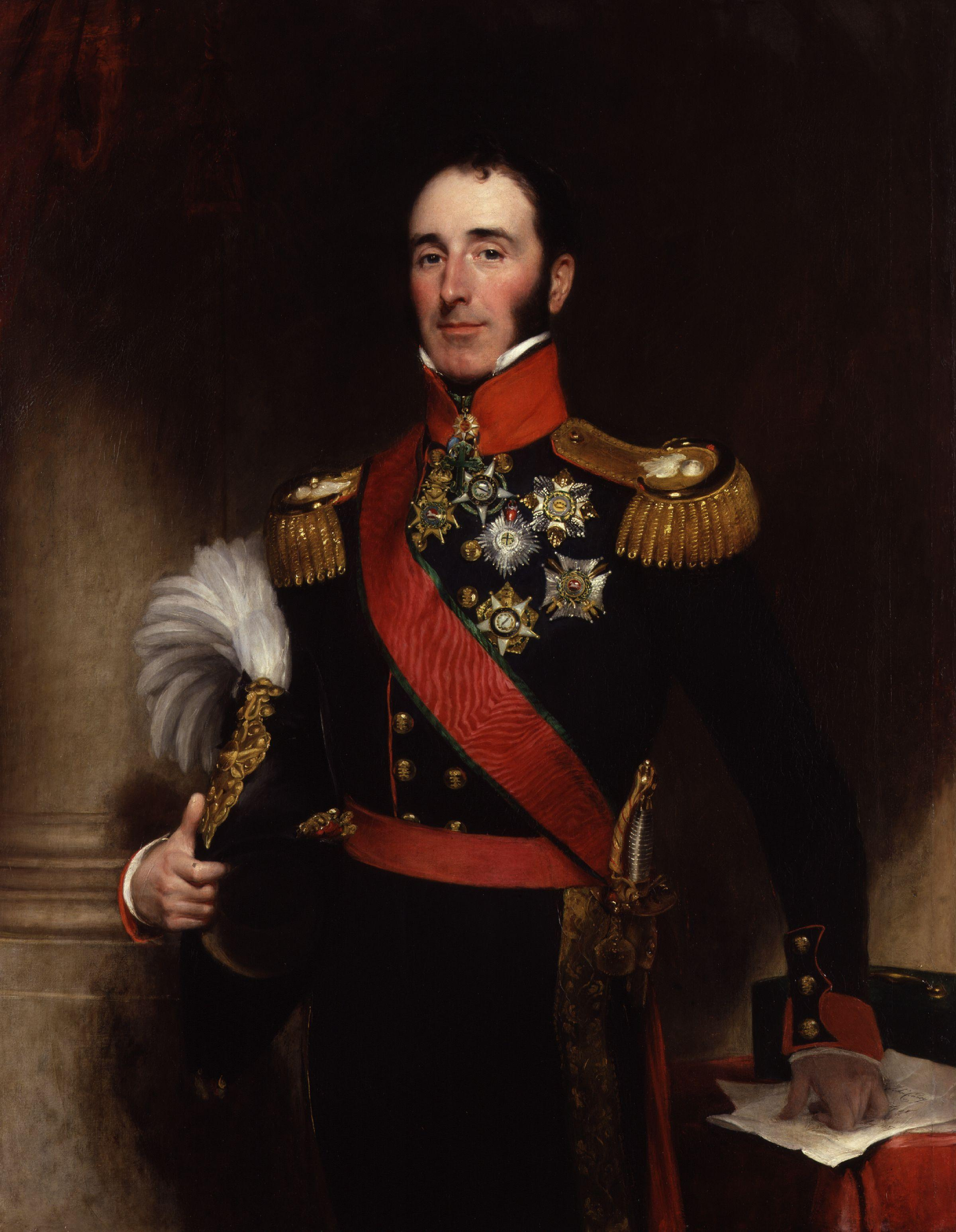
Sir John Conroy, 1.º Baronete em uma pintura de 1837 por Henry William Pickersgill.

Sir John Conroy, 1.º Baronete KH (21 de Outubro de 1786 – 2 de Março de 1854) foi um oficial do exército britânico que se tornou atendente-mor do duque e da duquesa de Kent, pais da rainha Vitória. Quando o duque morreu, tornou-se controlador da casa da duquesa e havia rumores de que era também seu amante. Juntos, criaram o Sistema Kesington, um sistema de regras elaboradas e austeras para educação da futura rainha que tinha como objectivo torná-la fraca e dependente da sua mãe e de Conroy, na esperança de que o poder fosse exercido por eles através da sua figura. Contudo, Vitória cresceu a odiar Conroy devido a este sistema e expulsou-o imediatamente da corte depois de se tornar rainha.

## Origens e educação
Conroy nasceu no País de Gales, filho de pais irlandeses, John Ponsonby Conroy e Margaret Wilson. O seu pai, um advogado, tinha-se mudado para a Grã-Bretanha para se treinar em direito. Conroy foi educado em privado até entrar na Academia Real Militar em Woolwich. Em 1802 foi integrado na Artilharia Real.

## Relação com a duquesa de Kent
Através da ligação com o seu sogro, o Major-General Benjamin Fisher, Conroy chamou a atenção do duque de Kent, sendo contratado por ser seu estribeiro em 1817, pouco antes do seu casamento com a princesa Vitória de Saxe-Coburgo-Saalfeld. Muito organizado, Conroy não demorou a tornar-se um dos criados favoritos do casal. Quando o duque morreu em 1820, Conroy ofereceu-se para ser controlador da casa da duquesa de Kent e da sua filha ainda bebé, a futura rainha.
Conroy era muito chegado à duquesa e muita gente acreditava que os dois eram amantes. Conroy serviu-a como controlador e secretário privado nos dezenove anos seguintes. O par criou o Sistema Kesington para controlar a educação de Vitória, um sistema complexo e elaborado de regras que regulava a vida da jovem e a isolava grande parte do tempo, com o objectivo de a tornar fraca, obediente e completamente dependente da mãe e de Conroy.
Em 1830 tinha-se tornado claro que seria Vitória a suceder ao trono. Se o rei Guilherme IV morresse enquanto esta ainda fosse menor, o que parecia provável, a duquesa acreditava que seria sua regente. Conroy e a duquesa começaram a pressionar e a ameaçar Vitória, pedindo-lhe repetidamente que nomeasse Conroy para se tornar seu secretário privado e controlador das suas finanças. Vitória sempre resistiu a estes esforços e acabou por odiar a sua mãe e Conroy.
O rei Guilherme também não gostava da duquesa e terá prometido esperar até Vitória se tornar maior de idade para que se pudesse evitar uma regência da duquesa. Morreu poucas semanas depois do 18.º aniversário de Vitória em 1837, tornando-a rainha. Um dos seus primeiros actos foi dispensar Conroy da sua casa e bani-lo dos seus aposentos privados. Contudo não pôde dispensá-lo da casa da sua mãe. Seguindo o conselho do seu primeiro-ministro, Lord Melbourne, Vitória deu o título de baronete a Conroy, bem como uma pensão de £3000 por ano em troca da promessa de que este não voltaria à corte. Isto não satisfez Conroy que achava que merecia pelo menos ser conde.